# Xylocopa teredo
Xylocopa teredo là một loài Hymenoptera trong họ Apidae. Loài này được Guilding mô tả khoa học năm 1825.